# 池浩林
池浩林（韓語：지호림，1996年7月19日—），韓國男演員。

## 舞台劇
| 年份 | 劇名                | 角色        | 備註  |
| 2020 | 《Another Country》 | Guy Bennett | [ 1 ] |
| 2020 | 《Equal》           | Teo         | [ 2 ] |
| 2022 | 《B Class》         | 金澤尚      | [ 3 ] |
| 2023 | 《Cafe Jeunesse》   | 李信宇      | [ 4 ] |

## 外部連結
- 池浩林的Instagram帳戶
- 池浩林在NAVER上的资料
- 池浩林在Daum上的资料